# خلوتية

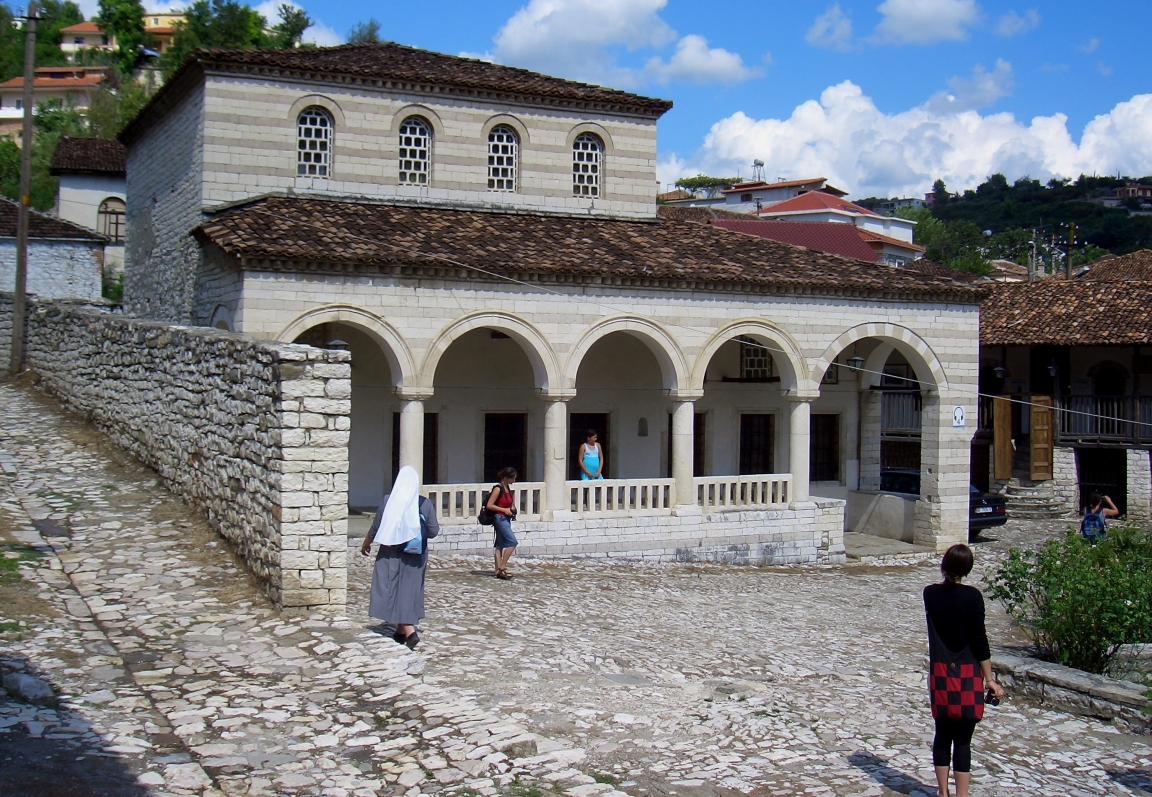
مباني الطريقة الخلوتية السابقة في وسط بيرات

الطريقة الخلوتية هي أحد الطرق الصوفية نسبة إلى محمد بن أحمد بن محمد كريم الدين الخلوتي، المتوفى في مصر سنة 986 هـ، وهو من أئمة الصوفية في خراسان في القرن العاشر الهجري. والخلوتي ـ نسبة إلى الخلوة الصوفية ـ كان من أتباع الطريقة السهروردية وأخذ التصوف عن إبراهيم الزاهد، ثم استقل بطريقته، وتفرغ لجمع الأتباع وتعليم المريدين.

## أبرز الشخصيات
- إسماعيل حقي البروسوي (ت 1137 هـ) مؤلف (روح البيان في تفسير القرآن).[1]
- مصطفى بن كمال الدين البكري (ت 1162 هـ) المجدد الأكبر للطريقة الخلوتية في عصره.[2][3]
- محمد بن سالم الحفناوي – أو الحفني – (ت 1181 هـ).[4]
- محمد بن عبد الكريم السمان (ت 1189 هـ) مؤسس الطريقة السمانية، وطريقته تجمع بين الخلوتية والقادرية والشاذلية.[5]
- محمود الكردي شيخ الخلوتية بمصر (ت 1195 هـ)، وهو شيخ أحمد التيجاني، مؤسس الطريقة التيجانية.[6]
- أحمد الدردير (ت 1201 هـ).[7]
- محمد بن عبد الرحمن الأزهري المعروف بأبي قبرين مؤسس الطريقة الرحمانية الخلوتية (ت 1208 هـ).[8][9][6]
- يوسف النبهاني (ت 1350 هـ) أخذ الخلوتية عن الشيخ حسن رضوان الصعيدي المصري.[10]
- عبد الخالق الشبراوي إمام الطريقة الشبراوية الخلوتية (ت 1366 هـ).[11][12]
- محمد أبو الوفا الغنيمي التفتازاني شيخ الغنيمية الخلوتية (ت 1415 هـ).[11]
- أحمد الطيب شيخ الأزهر ومفتي مصر سابقاً.[13][10][14]
- جابر بغدادي وكيل الطريقة الجودية الخلوتية في محافظة بني سويف.[15][16]

## فروع الطريقة وانتشارها
تنتشر الطريقة الخلوتية بشكل أساسي في فلسطين، حيث تتواجد طريقة القاسمي الخلوتية الجامعة في مختلف مناطق البلاد وخصوصا في مدينة الخليل، وشيخها هو عبد الرؤوف حسني الدين القاسمي، رئيس مجلس أمناء مؤسسات القاسمي ، ومن مؤسساتها كلية القاسمي في منطقة باقة الغربية.

### فروعها في مصر
من فروعها في مصر:
- الحافظية، وشيخها: أحمد أبو الفتيان الحفني
- الشبراوية، وشيخها: محمد عبد الخالق الشبراوي
- المحمدية، وشيخها: سليمان سامي محمود
- الجنيدية، وشيخها: أحمد حسين الجنيدي
- السمانية، وشيخها: عبد العزيز محمد الجمل
- الضيفية، وشيخها: أحمد محمد الشواربي
- العمرانية القبيسية، وشيخها: عوني أبو عمران القبيسي
- المغازية، وشيخها: نضال علي المغازي
- الهراوية الحفنية، وشيخها: محمد شمس الدين الحفني شيخ الأزهر
- المروانية، وشيخها: عمر محمد مروان
- الصاوية، وشيخها: أحمد السيد الصاوي
- المسلمية، وشيخها: حسن محمد حسن المسلمي
- العلوانية، وشيخها: مالك محمد علوان
- الدومية، وشيخها: الدكتور/ سيد دياب دويدار
- القصبية، وشيخها: عبد الهادي أحمد القصبي
- الغنيمية، وشيخها: محمد أبو الوفا التفتازاني
- القاياتية، وشيخها: كامل القاياتي
- البكرية، وشيخها: محمد كوبلاي البكري
- الهاشمية، وشيخها: محمد محمود أبو هاشم
- الجودية، وشيخها: عبد العليم جودة عبد العليم البكري
- البهوتية، وشيخها: محمد عمر البهوتي
- المصلحية، وشيخها: خالد فريد المصيلحي
- الدمرداشية.

### فروعها في تركيا
- الجراحية.
- الاغتباشية.
- لعشاقية.
- النيازية.
- السنبلية.
- الشمسية.
- الكلشنية.
- الشجاعية.

### فروعها في الجزائر
- الطريقة الرحمانية الخلوتية.
- الطريقة الحفوظية الخلوتية.
- الطريقة العزوزية الخلوتية.
- الطريقة العثمانية الخلوتية.